# Умасвати
Умасвати, также Ачарья Умасвати; Свами Ума или Умасвами (II—III века), — индийский эрудит и философ учения джайнизма. Автор полтысячи трактатов, включая философский труд «Таттвартха-адхигама-сутра» («Руководство по осмыслению всего сущего») — источник постканонического джайнизма на санскрите, где впервые философско-религиозное учение джайнов изложено систематически, и который является авторитетным для обоих толков джайнизма — как для шветамбаров («носящих белые одежды»), так и для дигамбаров (нагих аскетов). Эта сутра была переведена на многие восточные и западные языки.
Был родом из касты брахманов, поэтому получил хорошее религиозное образование. Брахманизму предпочёл учение джайнов. По версии дигамбаров, он считается учеником Кундакунды. Впоследствии возглавил монашескую общину, став ачарьей.